# Hrádečná
Hrádečná (německy Sperbersdorf) je malá vesnice v Krušných horách v okrese Chomutov. Stojí pět kilometrů severně od Chomutova a dva kilometry jihovýchodně od Blatna v nadmořské výšce okolo 525 metrů. Byla založena nejspíše ve čtrnáctém století. Patřila nejprve k chomutovskému a později k červenohrádeckému panství. Hlavním zdrojem obživy obyvatel byl chov dobytka, pěstování zemědělských plodin a prodej dřeva. Od roku 1956 je částí obce Blatno. V roce 2011 zde trvale žilo 44 obyvatel.

## Název
Název vesnice vznikl z osobního jména Sperber, podle kterého byl pojmenován první statek (Sperbershof) a po vzniku dalších usedlostí se jméno přeneslo na celou osadu. V historických pramenech se jméno vyskytuje ve tvarech: Sperberszdorff (1477), w Ssperdrstorff (1552), na vsi Ssperbersdorffu (1561) nebo Sperbersdorf (1847). Německý název Sperbersdorf se používal až do roku 1952, kdy se při určování českého názvu vyšlo z německého slova Sperre (závora, uzávěr). Hrádečná tedy znamená vesnice, která uzavírá cestu.

## Historie

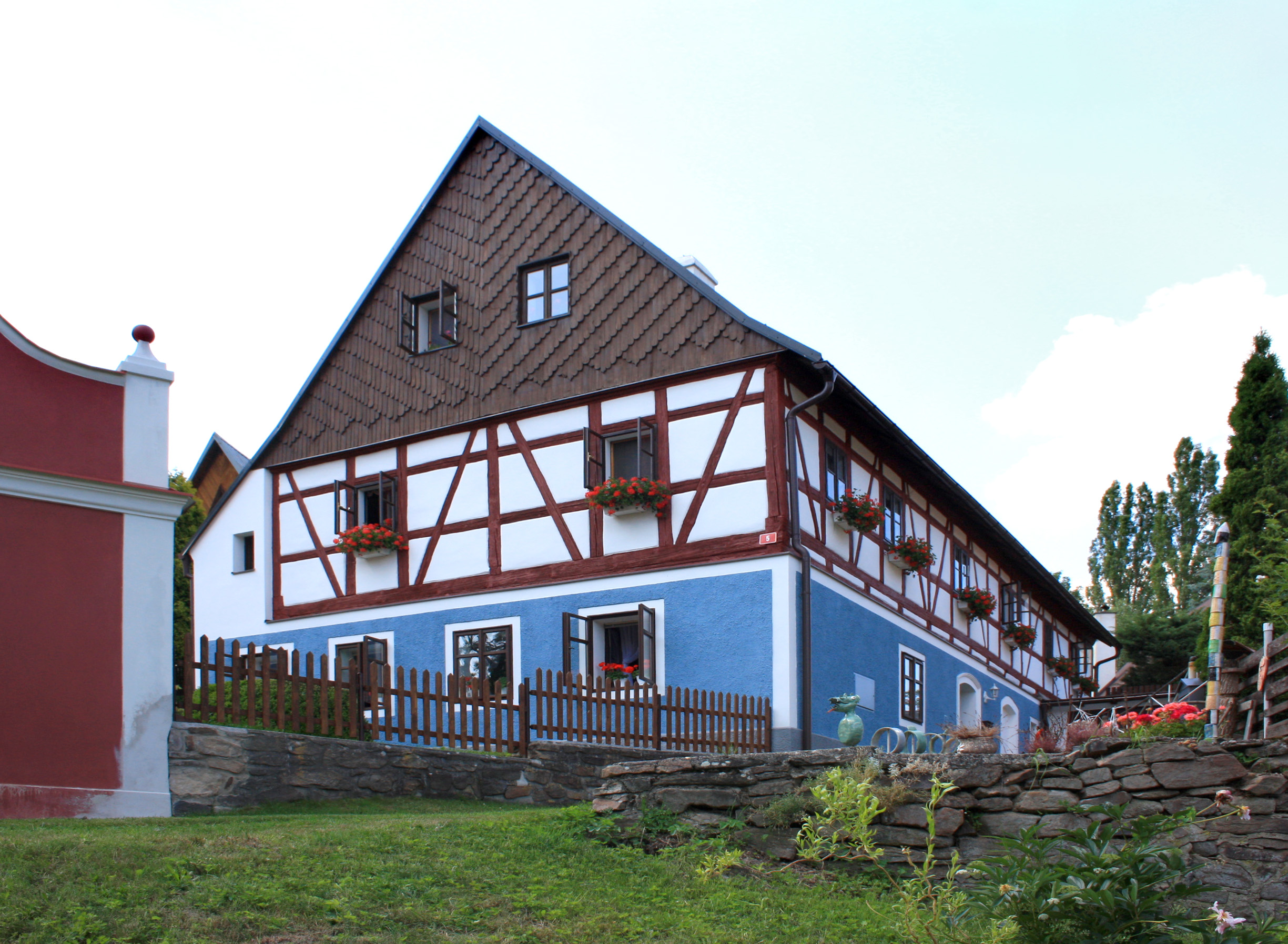
Hrázděný dům

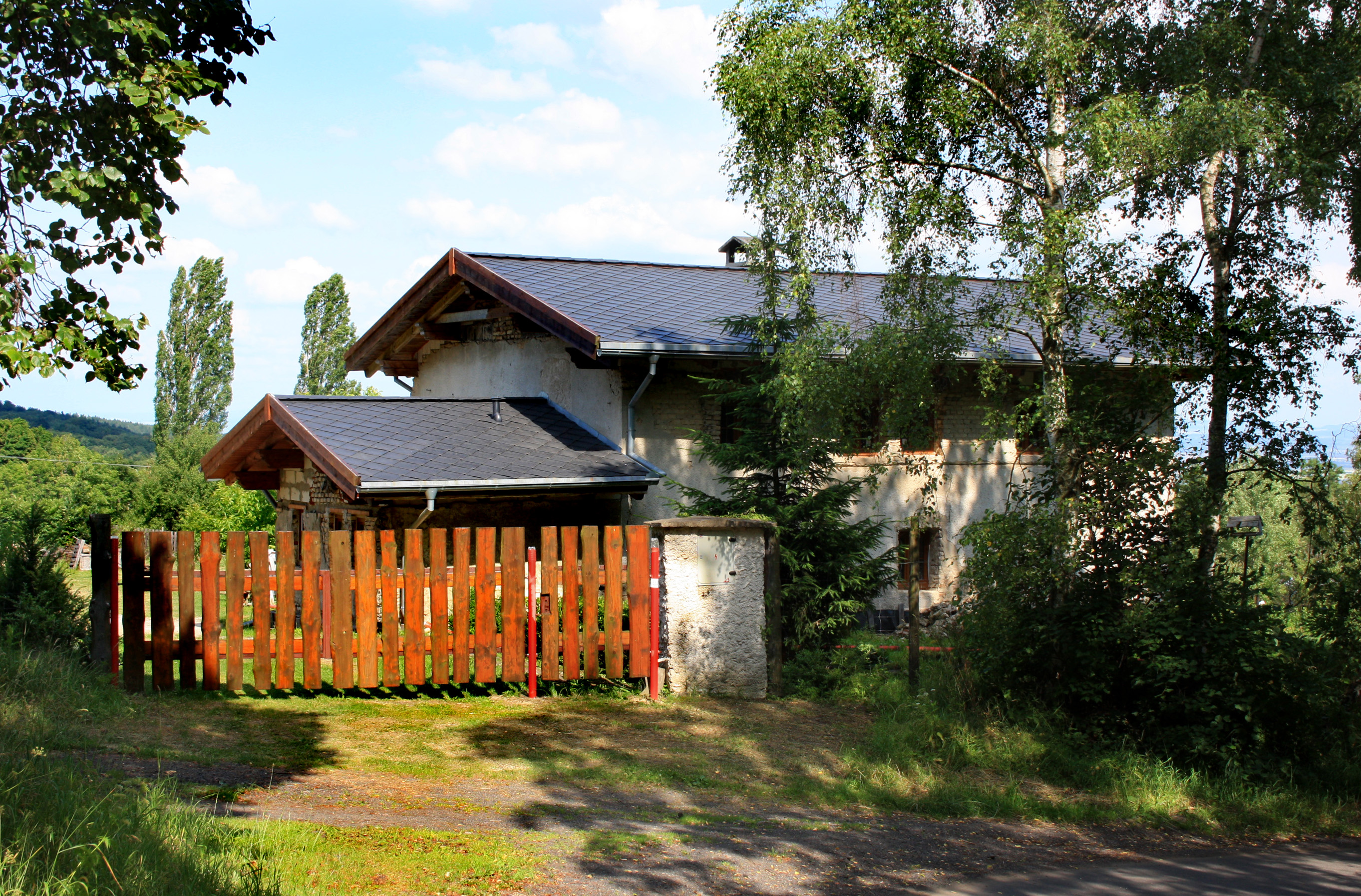
Nový domek v západní části vsi

Ojedinělé využívání krajiny v okolí Hrádečné během pravěku dokládá depot zbraní z doby římské. Byl nalezen v roce 2003 jihovýchodně od vesnice poblíž hranice katastrálního území Březenec. Uložen zde byl nejspíše na rozhraní starší a mladší doby římské. Obsahoval železné hroty kopí nebo oštěpů, meč a komponenty štítů. Vzhledem k jeho uložení na místě vzdáleném od soudobých sídlišť a pohřebišť se předpokládá určitá symbolickou funkci depotu.
První písemná zmínka o Hrádečné pochází z roku 1477, ale Binterová odkazuje na listiny řádu německých rytířů z chomutovské komendy, podle kterých se Hrádečná dostala do řádového majetku v období 1382–1386. Po roce 1411, kdy řád chomutovské panství ztratil, střídala vesnice majitele bez podrobnějších zpráv. Posledním majitelem panství byl Jiří Popel z Lobkovic, kterému byl majetek zabaven a rozprodán. Hrádečnou koupil roku 1605 Adam Hrzán z Harasova a připojil ji k červenohrádeckému panství, jehož součásti zůstala až do roku 1850.
Třicetiletá válka se vesnice nejspíš nedotkla. Podle Berní ruly z roku 1654 byly zdejší domy v dobrém stavu a hlavním zdrojem obživy obyvatel byl chov dobytka a prodej dřeva v Chomutově.
Hrádečná byla zemědělskou vsí. Na konci devatenáctého století necelou polovinu katastru tvořila orná půda, asi třetinu pokrýval les a zbytek se dělil mezi louky, pastviny a neobhospodařovanou půdu. Pracovali zde dva ševci a zbytek obyvatel se živil zemědělstvím. Typickými plodinami byly brambory, zelí, jablka a samozřejmě obiloviny (žito, oves a ječmen). Ve stejném období se zde choval hovězí dobytek, kozy a prasata.

## Přírodní poměry
Katastrální území Hrádečná měří 4,04 km² a tvoří ho mírně zvlněná plošina na východě přibližně ohraničená tokem Březeneckého potoka. Na západě prudce spadá do Bezručova údolí, kde hranici tvoří přibližně tok Chomutovky. Výškový rozdíl mezi horní hranou a dnem údolí zde činí asi 150 m. Nejvyšším bodem katastrálního území je kóta s nadmořskou výškou 579 m n. m. jihozápadně od vesnice. Samotnou vesnicí protéká drobná bezejmenná vodoteč, která je pravostranným přítokem Březeneckého potoka.
Geologické podloží je tvořeno prekambrickými horninami (dvojslídné a biotitické ruly a svory) s proniky třetihorní sopečných hornin. Z geomorfologického hlediska patří okolí Hrádečné do Krušnohorské subprovincie, konkrétně Krušných hor a jejich podcelku Loučenská hornatina, v jehož rámci spadá pod geomorfologický okrsek Bolebořská vrchovina. Jde o úzký pruh kerné vrchoviny s nižším vyzdvižením, rozčleněný zářezy svahových toků a s denudačními plošinami na meziúdolních hřbetech. Z půd převládá kambizem kyselá a pouze podél Březeneckého potoka a jednoho jeho bezejmenného pravostranného přítoku se vyskytuje glej modální.
Část katastrálního území západně od silnice Chomutov–Blatno se nachází na území přírodního parku Bezručovo údolí. Strmý údolní svah je zároveň chráněn jako přírodní památka Bezručovo údolí.

## Obyvatelstvo
Při sčítání lidu v roce 1921 byli všichni obyvatelé Hrádečné německé národnosti a s výjimkou jednoho evangelíka se hlásili k římskokatolické církvi. Podobně tomu bylo i v roce 1930, kdy zde kromě Němců žil jediný Čech a všichni obyvatelé byli katolíky.
Počet obyvatel se od devatenáctého století až do druhé světové války pohyboval kolem sto padesáti. Po odsunu sudetských Němců se snížil na třetinu a dále klesal, až se vesnice téměř vylidnila. Teprve po roce 1990 se začal počet obyvatel zvedat a v roce 2011 dosáhl téměř poválečné úrovně.
|                                                                      | 1869 | 1880 | 1890 | 1900 | 1910 | 1921 | 1930 | 1950 | 1961 | 1970 | 1980 | 1991 | 2001 | 2011 | 2021 |
| -------------------------------------------------------------------- | ---- | ---- | ---- | ---- | ---- | ---- | ---- | ---- | ---- | ---- | ---- | ---- | ---- | ---- | ---- |
| Obyvatelé                                                            | 153  | 173  | 160  | 160  | 157  | 144  | 148  | 55   | 25   | 10   | 5    | 5    | 18   | 44   | 64   |
| Domy                                                                 | 28   | 29   | 29   | 29   | 30   | 30   | 31   | 27   | —    | 5    | 3    | 2    | 10   | 11   | 19   |
| Počet domů z roku 1961 je zahrnut v celkovém počtu domů obce Blatno. |      |      |      |      |      |      |      |      |      |      |      |      |      |      |      |

## Obecní správa
Po zrušení poddanství se Hrádečná stala samostatnou obcí, ale roku 1869 byla součástí obce Blatno. V období 1880 až 1930 byla znovu samostatnou obcí a jako samostatná obce se uvádí i v roce 1950. Od roku 1956 je opět jednou z blatenských místních částí.
Při volbách do obecních zastupitelstev konaných 22. května 1938 v Hrádečné žilo 88 voličů. Volby však neproběhly, protože kandidátní listinu podala pouze Sudetoněmecká strana, která se tak automaticky stala vítězem voleb.

## Doprava

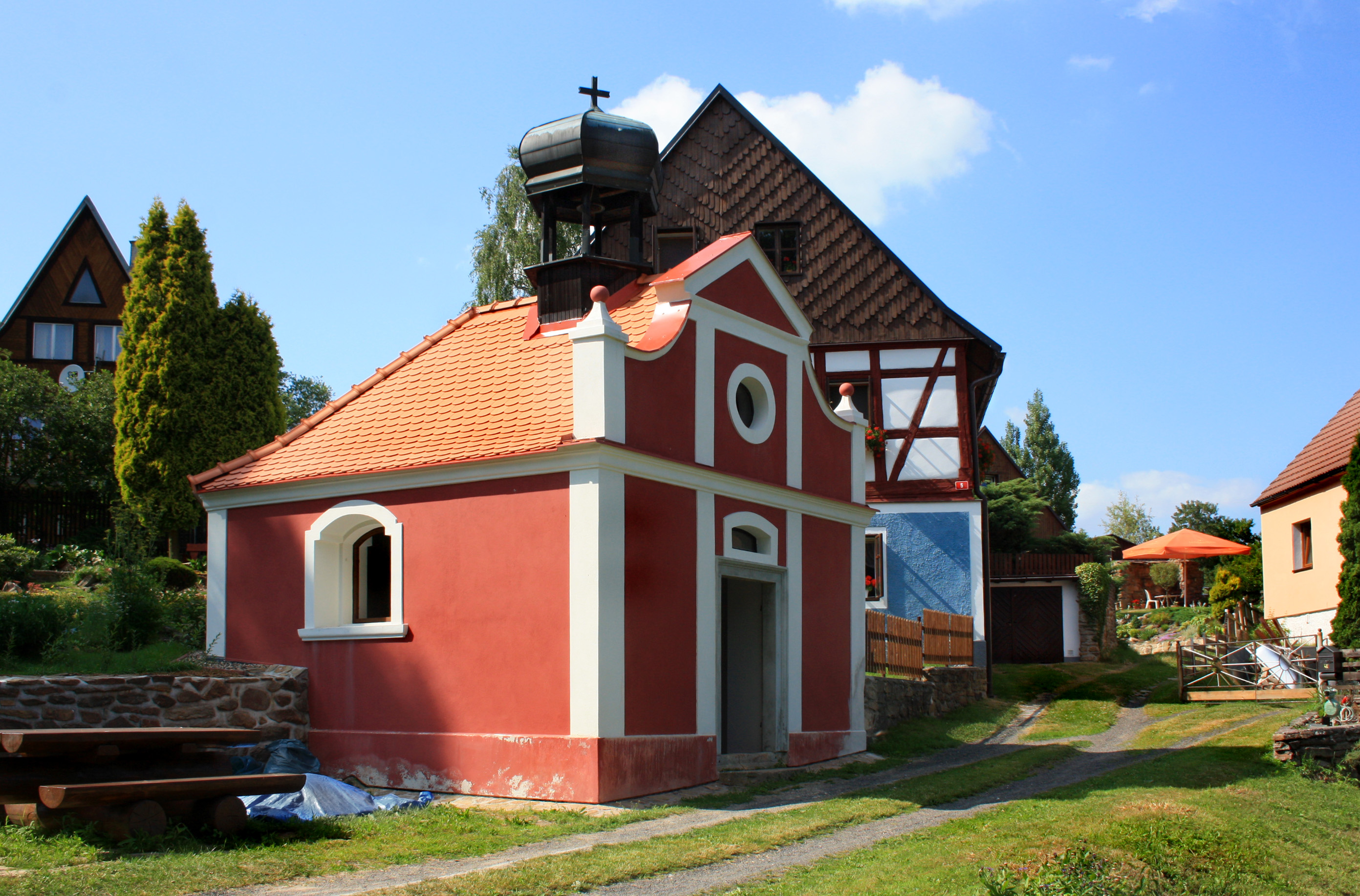
Kaple

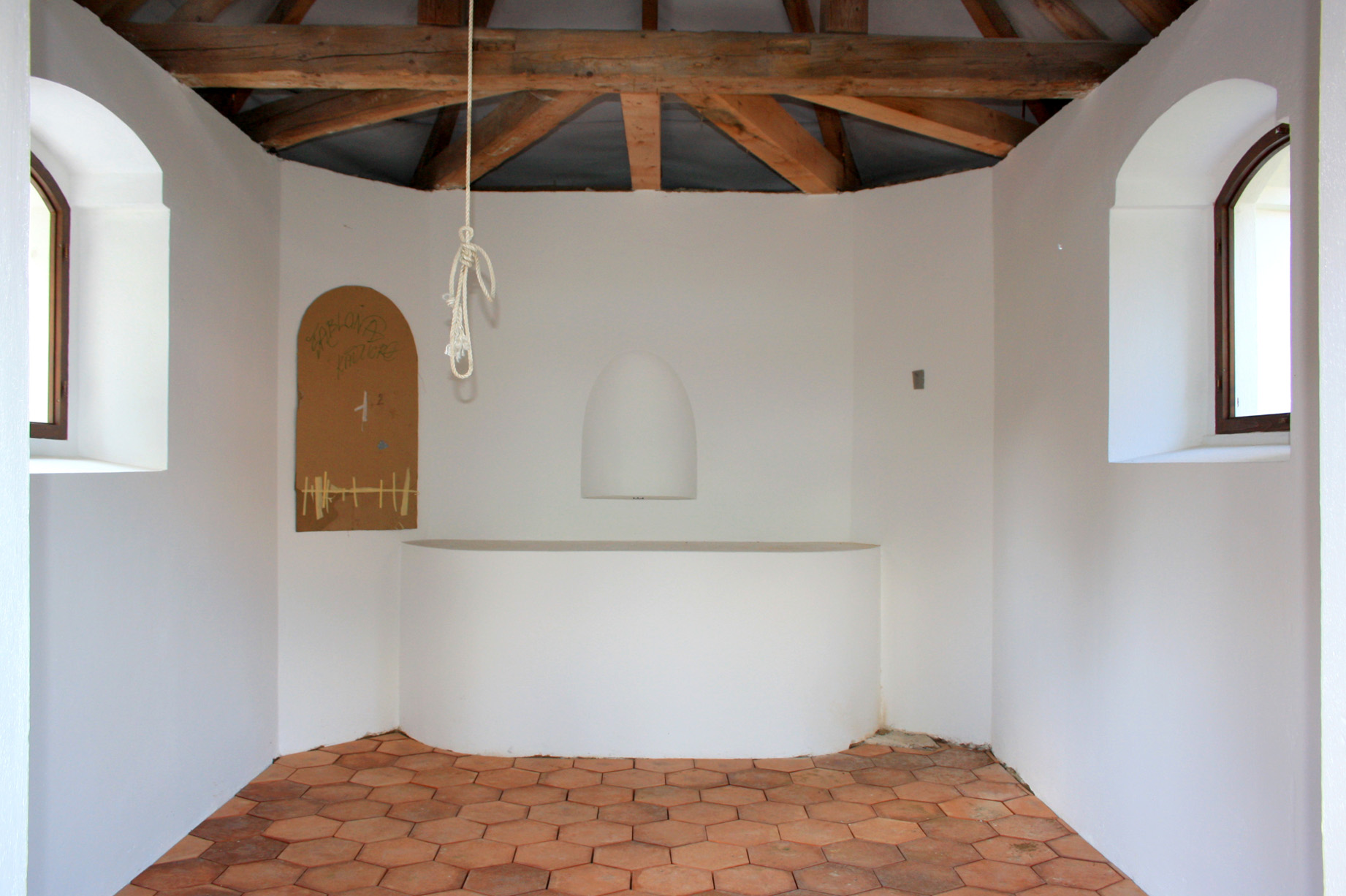
Interiér kaple

Hrádečná je dnes přístupná místní komunikací, které odbočuje ze silnice III/2521 (Chomutov–Blatno) a ve vesnici končí. Autobusová zastávka se nachází v místě odbočky ze silnice. Historická komunikace, která vede z východu od silnice III/2524 (Březenec–Blatno), má dnes podobu nepříliš kvalitní polní cesty. Hrádečnou neprochází žádná turisticky značená trasa ani cyklotrasa.

## Pamětihodnosti
- Kaple Početí Panny Marie z 19. století opravená v roce 1995 a znovu v roce 2012, kdy byla navíc vybavena novým triptychem.[21][22]
- Ve vesnici se dochovalo několik selských hrázděných domů typických pro oblast Krušných hor.[23]
- Muzeum Československého opevnění z let 1936–1938 Na Kočičáku se nachází v jižní části katastru. Tvoří ho několik zrekonstruovaných řopíků a ukázky protitankových překážek.
- Bergrutsch – terénní zbytky zaniklého opevnění na ostrožně, která vybíhá do Bezručova údolí.[24]
- Sloup v mezi asi 1 km jihovýchodně od vesnice